# Institut Hospital del Mar d'Investigacions Mèdiques
L'Institut Hospital del Mar d'Investigacions Mèdiques, abans Institut Municipal d'Investigacions Mèdiques
i també conegut per les seves sigles IMIM, és un organisme públic dedicat a la recerca científica en el camp de la biomedicina i de les ciències de la salut ubicat al Parc de Recerca Biomèdica de Barcelona. L'any 2014 va esdevenir un dels instituts d'investigació sanitària oficialment acreditats per l'Institut de Salut de Carlos III.

## Programes
- Càncer
- Neurociències
- Epidemiologia i salut pública
- Informàtica biomèdica[3]
- Processos inflamatoris i cardiovasculars